# فيل غونتر
فيل غونتر (بالإنجليزية: Phil Gunter)‏ هو لاعب كرة قدم بريطاني، ولد في 6 يناير 1932 في بورتسموث في المملكة المتحدة، وتوفي في 13 يوليو 2007 في أستراليا. شارك مع منتخب إنجلترا تحت 21 سنة لكرة القدم ومنتخب إنجلترا لكرة القدم الرديف. أما مع النوادي، فقد لعب مع نادي ألدرشوت ونادي بورتسموث.